# Paulina Danielsson
Paulina Maria Denisé Danielsson, även känd som Paow eller Kattpaow, född 14 oktober 1993 i Farsta församling i Stockholms län, är en svensk bloggare, influerare och TV-personlighet. Danielsson driver sedan 2009 bloggen Paow.se, som också är det namn hon är känd under. 
Hon vann Paradise Hotel 2014 och har deltagit i dokusåpan ytterligare tre gånger.

## Biografi
Paulina Danielsson startade 2009 bloggen Paow och blev snabbt en av Sveriges största bloggare. 2010 träffade hon bloggaren Hugo Rosas och de blev ett par. Tillsammans släppte de en cover på Madonnas låt "La Isla Bonita".
När dokusåpan Paradise Hotel efter några års uppehåll åter började sändas 2013 var Danielsson en av deltagarna. I huset hade hon en relation med vinnaren Jesper "Jeppe" Johansson. Paow deltog även i den nästkommande säsongen, vilken hon vann tillsammans med Eric Hagberg.
De följande åren medverkade Danielsson i flera olika realityprogram och dokusåpor, som Lyxfällan, Temptation Island och Ex on the Beach. Hon sökte även till Bonde söker fru men blev inte antagen.
År 2010 hade Danielsson gått ut med att hon var sverigedemokrat och inför riksdagsvalet 2018 kampanjade hon för partiet. Hon har senare påstått att hon aldrig röstat på Sverigedemokraterna, eftersom hon aldrig röstat i ett riksdagsval.
2019 gjorde Danielsson comeback i Paradise Hotel men åkte ut efter halva säsongen. Våren 2020 var Danielsson en av Paradise Hotels coacher och en av de kvinnor som hon coachade, Nicole Wennerström Larsson, vann programmet. Hösten 2020 återkom hon ytterligare en gång till dokusåpan. Paow är den deltagare som medverkat flest gånger i programmet.
Paow försörjer sig som influerare på sociala medier och hade bland annat ett Instagram-konto med många följare. 2021 öppnade Danielsson ett konto på OnlyFans där hon säljer pornografiska bilder och videoklipp till sina prenumeranter, vilket då stod för den största delen av hennes inkomster.

### Kontroverser
Danielsson har genom åren gjort kontroversiella uttalanden i sina kanaler. I en Instagram-story 2019 sa hon att hon tycker att Sverige "borde bli strängare med abortreglerna". I Opinion live 2017 berättade Danielsson att hon brukar kokain, även om hon ansåg att det var fel menade hon att man ska vara ärlig med det.
Under coronavirus-pandemin gjorde Danielsson flera kontroversiella uttalanden, där de mest uppmärksammade var kritik och skepticism mot covid-19-vaccinet. Danielsson har vid ett flertal tillfällen påstått att människor styrs av läkemedelsbranschen.

### Utmärkelser
- Årets personliga blogg (2011) - Finest Awards[14]
- Vinnare av Paradise Hotel Sverige (2014)

### TV-program i urval
| År   | Program            | Roll      |
| ---- | ------------------ | --------- |
| 2011 | Fångarna på fortet | Deltagare |
| 2011 | Ana Gina Show      | Gäst      |
| 2012 | Wipeout            | Deltagare |
| 2013 | Paradise Hotel     | Deltagare |
| 2014 | Paradise Hotel     | Deltagare |
| 2015 | Spring!            | Jagare    |
| 2017 | Lyxfällan          | Deltagare |
| 2017 | Temptation Island  | Deltagare |
| 2017 | Opinion live       | Debattör  |
| 2018 | Ex on the Beach    | Deltagare |
| 2018 | Sex med Smail      | Gäst      |
| 2018 | Hemliga beundrare  | Deltagare |
| 2019 | Trolljägarna       | Deltagare |
| 2019 | Paradise Hotel     | Deltagare |
| 2020 | Paradise Hotel     | Coach     |
| 2020 | Paradise Hotel     | Deltagare |